# Africa Movie Academy Award de la meilleure conception de costumes
Africa Movie Academy Award pour la meilleure conception de costumes est un mérite annuel décerné par l'Africa Film Academy pour récompenser les films avec le meilleur costume de l'année. Il a été introduit en 2005 en tant que meilleur costume .
| Meilleur déguisement | Meilleur déguisement                      | Meilleur déguisement | Meilleur déguisement |
| Année                | Film                                      | Costumier            | Resultat             |
| -------------------- | ----------------------------------------- | -------------------- | -------------------- |
| 2005                 | Mastermind                                |                      | Lauréat              |
| 2005                 | Dabi-Dabi                                 |                      | Nomination           |
| 2005                 | Eye of the Gods                           |                      | Nomination           |
| 2005                 | Afonja                                    |                      | Nomination           |
| 2006                 | Eagle's Bride                             |                      | Lauréat              |
| 2006                 | Secret Adventure                          |                      | Nomination           |
| 2006                 | Rising Moon                               |                      | Nomination           |
| 2006                 | Arrou                                     |                      | Nomination           |
| 2007                 | Apesin                                    |                      | Lauréat              |
| 2007                 | Azima                                     |                      | Nomination           |
| 2007                 | The Amazing Grace                         |                      | Nomination           |
| 2007                 | Bunny Chow                                |                      | Nomination           |
| 2008                 | Princess Tyra                             |                      | Lauréat              |
| 2008                 | Rivals                                    |                      | Nomination           |
| 2008                 | Mirror of Beauty                          |                      | Nomination           |
| 2008                 | 30 Days                                   |                      | Nomination           |
| 2008                 | New Jerusalem                             |                      | Nomination           |
| 2009                 | Arugba                                    |                      | Lauréat              |
| 2009                 | Agony of the Christ                       |                      | Nomination           |
| 2009                 | Apaadi                                    |                      | Nomination           |
| 2009                 | Live to Remember                          |                      | Nomination           |
| 2009                 | Seventh Heaven                            |                      | Nomination           |
| 2010                 | I Sing of a Well                          |                      | Lauréat              |
| 2010                 | Perfect Picture'                          |                      | Nomination           |
| 2010                 | Prince’s Bride                            |                      | Nomination           |
| 2010                 | The Child                                 |                      | Nomination           |
| 2010                 | Lilies of the Ghetto                      |                      | Nomination           |
| 2011                 | Aramotu                                   |                      | Lauréat              |
| 2011                 | Inale                                     |                      | Nomination           |
| 2011                 | Yemoja                                    |                      | Nomination           |
| 2011                 | Sinking Sands                             |                      | Nomination           |
| 2011                 | Elmina                                    |                      | Nomination           |
| 2012                 | Adesuwa                                   |                      | Lauréat              |
| 2012                 | The Captain Of Nakara                     |                      | Nomination           |
| 2012                 | Rugged Priest                             |                      | Nomination           |
| 2012                 | Somewhere in Africa                       |                      | Nomination           |
| 2012                 | Queen's Desire                            |                      | Nomination           |
| 2013                 | Blood and Henna                           |                      | Lauréat              |
| 2013                 | The Twin Sword                            |                      | Nomination           |
| 2013                 | Elelwani                                  |                      | Nomination           |
| 2013                 | Virgin Magarida                           |                      | Nomination           |
| 2013                 | The Meeting                               |                      | Nomination           |
| 2013                 | Cobweb                                    |                      | Nomination           |
| 2014                 | Ni Sisi                                   |                      | Lauréat              |
| 2014                 | Good Old Days: Love of AA                 |                      | Nomination           |
| 2014                 | Apaye                                     |                      | Nomination           |
| 2014                 | Omo Elemosho                              |                      | Nomination           |
| 2014                 | The Forgotten Kingdom                     |                      | Nomination           |
| 2015                 | October 1                                 |                      | Lauréat              |
| 2015                 | Run                                       |                      | Nomination           |
| 2015                 | iNumber Number                            |                      | Nomination           |
| 2015                 | Njinga: Queen Of Angola                   |                      | Nomination           |
| 2015                 | Dazzling Mirage                           |                      | Nomination           |
| 2016                 | Eye of the Storm                          |                      | Lauréat              |
| 2016                 | Oshimiri                                  |                      | Nomination           |
| 2016                 | The Cursed Ones                           |                      | Nomination           |
| 2016                 | Ayanda                                    |                      | Nomination           |
| 2016                 | A Soldier's Story                         |                      | Nomination           |
| 2017                 | Queen of Katwe                            |                      | Lauréat              |
| 2017                 | Ayamma                                    |                      | Nomination           |
| 2017                 | Keteke                                    |                      | Nomination           |
| 2017                 | The Last Of Us                            |                      | Nomination           |
| 2017                 | Logun Ofe                                 |                      | Nomination           |
| 2018                 | Isoken                                    |                      | Lauréat              |
| 2018                 | Icheke Oku                                |                      | Nomination           |
| 2018                 | Cross Roads                               |                      | Nomination           |
| 2018                 | Esohe                                     |                      | Nomination           |
| 2018                 | Five Fingers for Marseilles               |                      | Nomination           |
| 2019                 | The Mercy of the Jungle                   |                      | Lauréat              |
| 2019                 | Lara and the Beat                         |                      | Nomination           |
| 2019                 | Rafiki                                    |                      | Nomination           |
| 2019                 | Sew the Winter to My Skin                 |                      | Nomination           |
| 2019                 | King of Boys                              |                      | Nomination           |
| 2019                 | Urgent (2018 film)                        |                      | Nomination           |
| 2019                 | Mabata Bata                               |                      | Nomination           |
| 2019                 | Light in the Dark                         |                      | Nomination           |
| 2020                 | This is Not A Burial, It’s a Resurrection |                      | Lauréat              |
| 2020                 | Heroes of Africa; Tette Quarshie          |                      | Nomination           |
| 2020                 | The White Line                            |                      | Nomination           |
| 2020                 | Ibi (The Birth)                           |                      | Nomination           |
| 2020                 | Foreigner’s God                           |                      | Nomination           |
| 2021                 | African American                          |                      | Lauréat              |
| 2021                 | Buried                                    |                      | Nomination           |
| 2021                 | Oba Bi Olorun                             |                      | Nomination           |
| 2021                 | Tecora                                    |                      | Nomination           |
| 2021                 | Eagle Wings (en)                          |                      | Nomination           |